# Milica Kubura

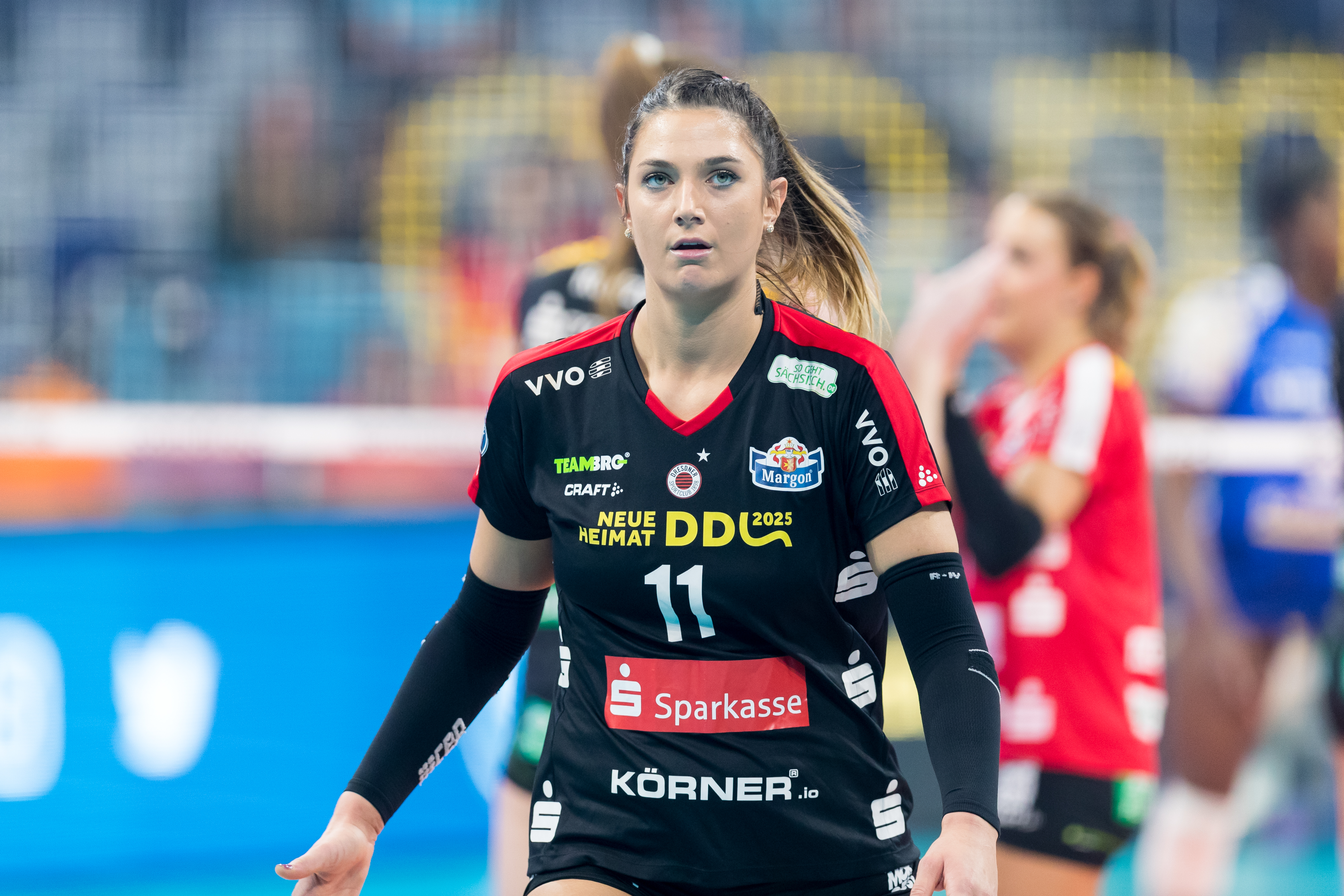
Milica Kubura zawodniczką Dresdner SC

Milica Kubura (ur. 20 marca 1995 w Belgradzie) – serbska siatkarka, grająca na pozycji atakującej.

## Kariera klubowa
| Lata      | Klub                     |
| 2011–2013 | Crvena zvezda Belgrad    |
| 2014–2017 | Florida State University |
| 2018–2019 | OK Partizan Belgrad      |
| 2019–2020 | Dresdner SC              |
| 2020–2021 | PAOK Saloniki            |
| 2022–     | Olympiakos Pireus        |

## Sukcesy klubowe
Puchar Serbii:
- 2012, 2013

Liga serbska:
- 2012, 2013

Puchar Niemiec:
- 2020

Puchar Grecji:
- 2021, 2024[2], 2025[3]

Liga grecka:
- 2025[4]
- 2023[5], 2024[6]

Superpuchar Grecji
- 2024[7]

## Sukcesy reprezentacyjne
Mistrzostwa Świata Kadetek:
- 2011

Mistrzostwa Europy Juniorek:
- 2012

## Nagrody indywidualne
- 2024: MVP Superpucharu Grecji[8]
- 2025: MVP Pucharu Grecji[9]
- 2025: MVP Ligi Grecji[10]